# اقتصاد الدولة الأموية

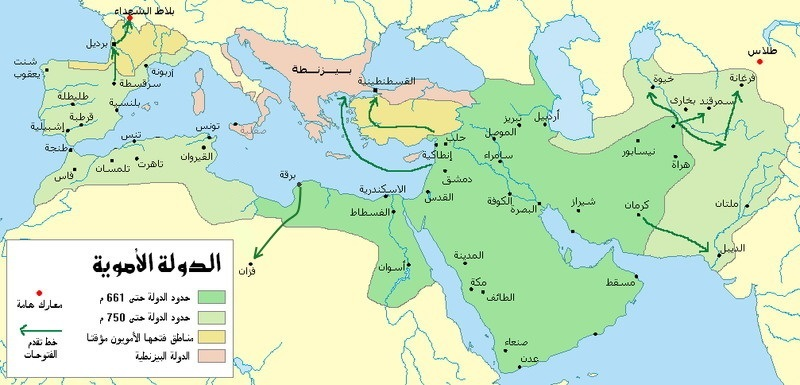
الدولة الأموية في أقصى اتساعها خلال عهد هشام بن عبد الملك (باللون الأخضر الفاتح)، ويوضح موقعها في الخريطة وقوع أغلب الطرق التجارية الأساسية في العالم القديم ضمن أراضيها.

ازدهر الاقتصاد في عهد الدولة الأموية ازدهاراً كبيراً نتيجة للفتوحات الإسلامية الكبيرة التي أدَّت إلى توسيع رقعة الدولة ووفَّرت لها موارد هائلة أغنتها ووفرت لها كل حاجاتها. يُوجد عدد محدودٌ من المصادر التاريخية التي تتناول موضوع الاقتصاد الأمويّ، غير أن مثل هذه الكتب تركّز على الاقتصاد من الناحية الفقهية، وأما المصادر التي تبحث ميزانية الدولة وأحوالها المالية في العصر الأموي فهي معدومة تماماً، ولذلك فإن الوسيلة الأساسية لمعرفة الأحوال الاقتصادية في عصر الدولة الأموية هي في دراسة المستوى المعيشيّ العامّ للأفراد مما نقلته كتب التاريخ.
وعموماً فقد كان الاقتصاد الأمويّ كبيراً ومزدهراً، حيث غذته كثيراً الفتوحات الإسلامية الواسعة، فأصبحت الدولة الأموية مسيطرة على أغلب الطرق التجارية الأساسية في العالم القديم، وسيطرت من ثمَّ على الحركة التجارية فيها، فضلاً عن أن ربوعها شملت الكثير من المراكز الزراعية والصناعية الهامة التي أغنت وأثرت اقتصادها، مكا أن توسعها أتاحَ نمو حركة تجارية ضخمة بين ولاياتها بدون عوائق، جعلت نقل البضائع والمتاجرة بها سهلاً ويسيراً، فازدهرت الحركة التجارية في الدولة.

## الزراعة
اهتمَّ العرب والمسلمون عموماً بالزراعة اهتماماً عظيماً وأولوها اهتماماً كبيراً جداً، ولم يَشذَّ الأمويون عن هذه القاعدة، فاهتموا بها اهتماماً كبيراً، فاعتنوا بأنظمة الريّ وأقاموا الجسور[ ؟ ] والسدود وشقوا الترع[ ؟ ] وطهورها موسمياً وعمَّروا القناطير[ ؟ ] والنواعير والطواحين، وقد ازدهرت بهذا الزراعة ونمت في أصقاع الدولة. كما بنوا مقاييساً كثيرة كانت تستخدم في قياس ارتفاع منسوب نهر النيل، فبنيت في مصر مقاييس أنصنا (في عهد معاوية بن أبي سفيان) وحلوان (في عهد عبد العزيز بن مروان) والروضة (سنة 97 هـ في عهد أسامة بن زيد). وأما من القناطير فبُنيت قنطرة قرطبة في الوادي الكبير على يد السمح بن مالك الخولاني سنة 101 هـ بأمر الخليفة عمر بن عبد العزيز، وكانت من أعظم قناطير الدنيا آنذاك.
ومن ضمن المحاصيل التي جرت زراعتها في العصر الأموي - والكثير منها لم تكن تُزرَع في هذه المناطق سابقاً - الحمضيات والقطن وقصب السكر والذرة البيضاء والحبوب والبقول والكرمة[ ؟ ] والفستق والزيتون والنخيل والأرز ومن أبرز المناطق التي زُرعت وعنيَ بها مصر خصوصاً ضفاف نهر النيل - التي قاس عبيد الله بن الحبحاب مساحة أراضيها الزراعية فبلغت 100 فدان - والعراق وغوطة دمشق. كما أن من الأراضي الشهيرة التي استصلحها وزرعها الأمويون أرض الموات في الشام التي زرعها معاوية بن أبي سفيان وجعل منها بساتين زاهرة.
اعتنى الأمويون بالأراضي وشجعوا على استصلاحها لكي يزيد الخراج[ ؟ ] ويزداد بدوره دخل الدولة، كما أنهم عنوا بعمال الخراج وفصلوا ولاية الخراج عن الولاية العادية - وهو أمر كان غير معتاد آنذاك - للتركيز عليه أكثر. وقد وضعوا نظاماً لجباية الخراج يَتضمَّن ثلاثة مبادئ أساسية هي المحاسبة والمقاسمة واللالتزام، فالأول هو قياس مساحة الأرض ونوع غلتها لتحديد قدر الخراج، والثاني هو تخصيصٌ جزء من المحصول يبلغ الثلث أو الربع تقريباً لوضعه في بيت مال المسلمين، وأما الثالث فهو تحمل أحد أثرياء قرية أو مدينة أو إقليم مسؤولية جباية الخراج من منطقته لمدة سنة كاملة.
ومن الأمثلة على اهتمام الأمويين بالزراعة أن الحجاج بن يوسف الثقفي كتبَ إلى عبد الملك بن مروان ليستأذنه في أخذ الفضل من الفلاحين، فأجابه الخليفة: «لا تكن على درهمك المأخوذ أحرص منك على درهمك المتروك، وأبقِ لهم لحوماً يعقدون عليها شحوماً». وقد تدهور الاقتصاد في فترة من فترات ولاية الحجاج على العراق وتراجعت الزراعة وتولّد نقص في المواد الغذائية، وذلك نتيجة لهجرة الفلاحين في أنحاء الدولة من القرى والحقول إلى المدن وترك العمل في الزراعة، فأمرَ هو وقرة بن شريك العبسي - والي مصر آنذاك - بعودة الفلاحين إلى حقولهم في ولايتي مصر والعراق لتأمين الغذاء اللازم للدولة وإنعاش الزراعة من جديد، لكن مع ذلك فقد لاقى القرار سخطاً شعبياً في الدولة لإجبار الناس على العمل بالزراعة دون رغبتهم بها. وبالإضافة إلى ذلك فقد كان الأميوون يُقدمون المعونات إلى الفلاحين في أوقات الفتن والاضطرابات التي تُصعب عملهم، ومن ضمن ذلك أن قدَّم الحجاج إلا مزارعي العراق مليوني درهم لمساعدتهم على زراعة أراضيهم خلال ولايته على الإقليم. وفي عهد عمر بن عبد العزيز بقي القليل من المال في بيت المال المسلمين بالعراق فكتب عمر إلى واليها: «أنظِرْ من كانت عليه جزية (خراج الأرض) فَضَعُفَ عن أرضه، فأسلفه ما يقوى به على عمل أرضه؛ فإنا لا نريدهم لعام ولا لعامين».

## الصناعة
بعد أن سيطرت الدولة الأموية على مصر والمغرب العربي الذين كانا خاضعين لسلطة الإمبراطورية البيزنطية استمرَّت بدعم بعض الصناعات الأساسية التي كانت سائدة في العهد البيزنطي والاستفادة منها، مثل صناعة الأقمشة وصبغها - خصوصاً باللون الأرجواني[ ؟ ] - وصناعة ورق البردي، وقد زادت هذه الصناعات من النشاط الاقتصاديّ في الدولة، كما أن توسُّع الدولة الأموية فتحَ لها أسواقاً جديدة، فمثلاً بدلاً من تصدير القمح من مصر إلى القسطنطينية أصبحَ يُصدَّر إلى الحجاز، وهكذا، وعموماً ازدهرَ النشاط الاقتصاديّ بين مصر وجنوب وجنوب شرقي الدولة الإسلامية كثيراً في العهد الأمويّ.
وعموماً من الصناعات البارزة التي ازدهرت في العصر الأمويّ الصناعات الحربية والعسكرية كافّة، مثل الحراب والخوذ والسيوف وغيرها من أدوات القتال، بالإضافة إلى صناعة السفن للمعارك البحرية التي ازدهرت في الكثير من المدن الساحلية مثل الإسكندرية ودمياط ورشيد في مصر وعكا وصور[ ؟ ] وصيدا وبيروت في الشام. كما ازدهرت الصناعات الخشبية للعمارة وصنع أثاث المنازل، وصناعات النسيج التي كانت الأكثر ازدهاراً في مصر والشام والعراق وفارس وما وراء النهر وشملت مواداً مختلفة مثل الصوف والقطن والكتان والحرير.

## التجارة
شهدت الدولة الأموية حركة تجارية نشطة عبرَ أنحائها المختلفة الواسعة ومع الدول والإمبراطوريات الأخرى المجاورة على حد سواء. ولم تُقم الدولة أي قيود من أي شكل على كافة أشكال التجارة بين ولايات الدولة نفسها، كما لم تفرض قيوداً أو تقنن بأي شكل التداولات التجارية مع الدول المجاورة، ولم تحتكر أي نوع من البضائع التجارية، وبذلك فإن القوانين التجارية لم تختلف في العهد الأموي كثيراً عما كانت عليه في عهد الخلافة الراشدة.
قبل الإسلام كان دور العرب التجاريّ يَقتصر بشكل أساسي على كونهم وسيطاً وأراضيهم معبراً هاماً للطرق التجارية الأساسية التي تمرُّ من الهند والصين إلى أوروبا لتحمل قوافلها التوابل والبخور والحرير من المشرق إلى القارة الأوروبية حيث الطلب عليها كبير. أما في العصر الأموي فقد أصبحت الطرق التجارية بأكملها تقريباً تحت سيادتهم، وسيطر المسلمون على جلّ النشاط التجاري في العالم القديم، إذ أصبحوا يُصدّرون بضائعهم إلى الشرق والغرب، فالصين لها على سبيل المثال المنسوجات الصوفية والقطنية والكتانية والبسط والمعادن وخام الحديد وسبائك الذهب والفضة، فيما استورد المسلمون منها الحرير بدورهم. وفضلاً عن الدور الكبير الذي لعبه هذا النشاط التجاريّ الواسع في تنشيط وتقوية الاقتصاد الأمويّ، فقد انتعش الاقتصاد أكثر بما يُشبه رسوماً جمركية كانت تفرضها الدولة على القوافل التجارية المارَّة بأراضيها، وقد جعلها ذلك أكثر ثراءً وقوة على الصعيد الاقتصاديّ.
وقد كان للقوافل التجارية في الدولة الأموية طريقان أساسيان تمرُّ عبرهما، الأول تعبر فيه السٌّفن بحراً حتى تبلغ مضيق باب المندب، فإما أن تواصل إبحارها عبرَ البحر الأحمر حتى تبلغ ميناء القلزم - السويس فتنقل بضائعها من هناك عبر القوافل البرية إلى الموانئ المتوسطية مثل الإسكندرية فتنقل بحراً إلى أوروبا، وإما أن تفرغ بضائعها في عدن باليمن ثم تنقلها براً عبر ساحل شبه الجزيرة العربية مروراً بمكة (التي كانت مركزاً تجارياً هاماً) وحتى غزة في فلسطين حيث تتابع بحراً إلى أوروبا، وقد كانت تمرُّ عبر هذا الطريق أغلب البضائع المُصدَّرة إلى شمال أفريقيا والأندلس وأوروبا الغربية. وأما الطريق الثاني فتمرُّ فيه السفن عبر الخليج العربي حتى تفرغ بضائعها في ميناء الأيلة قربَ البصرة، ومن هناك تتابع قوافل البر طريقها عبرَ العراق ثم إلى الشام، وهناك تفرغ الحمولة في الموانئ المتوسطية مثل عكا وصور[ ؟ ] وصيدا وبيروت واللاذقية وأنطاكيا حيث تُنقَل إلى أوروبا، وهو الطريق الذي كانت تُنقَل عبره أغلب البضائع المُصدَّرة إلى أوروبا الشرقية والجنوبية قادمة من الصين عبر بلاد ما وراء النهر.

## الموارد الاقتصادية
كان من موارد الاقتصاد الأمويّ الأساسية الخراج[ ؟ ] الذي فرضته الدولة الأموية على الأراضي المفتوحة، فبدلاً من توزيعها على الجنود أصبحت ملكاً للدولة، وتُركَ مزارعوها يعملون بها مقابل الخراج الذي يُؤدَّونه للحكومة. كما كان من موارد الدولة البارزة الأخرى الغنائم، حيث تقضي أحكام الإسلام بوضع خمسها في بيت مال المسلمين وتقسيم الباقي على الجنود، بالإضافة إلى الجزية التي فرضتها الدولة الأموية على أهالي المناطق المفتوحة غير المسلمين، حيث تلزمهم بدفع قدر من المال قدَّره الفقهاء بـ48 درهماً للأغنياء و24 للمتوسّطين و12 للفقراء القادرين على الكسب، فيما عُفي منها الشيوخ والأطفال والنساء والفقراء العاجزون عن الكسب (الذين خُصّص لهم عطاء من بيت المال).
وأما من موارد الأرض فقد كان هناك الركاز، وهو كل ما يُستخرج من باطن الأرض مثل الذهب والفضة والنحاس، وفي حال استخرجَ من أرض خاصة فإن للدولة خمس قيمة المواد، وأما إن كانت أرضاً للدولة فإن كل ريعها يكون لبيت المال.
وأيضاً نظراً إلى وقوع الدولة الأموية على معظم الطرقات التجارية الأساسية في العالم القديم وسيطرتها عليها فقد كان من مواردها المالية الأساسيات الضرائب التي فرضتها على القوافل التجارية التي تدخل حدودها أو تخرج منها. بلغت قيمة هذه الضرائب ربع عشر قيمة البضائع للتجار المسلمين (ما يعادل 1 من 40 منها)، ونصف العشر للتجار من أهل الذمة الذين يُعدون رعايا للدولة (1 من 20)، والعشر للكفار الذين من أهل الحرب.

## الأوضاع الاقتصادية

### في داخل الدولة
ازدهرت التجارة بين مصر وجنوب وجنوب شرقي الدولة الإسلامية كثيراً خلال العهد الأمويّ، وذلك بتصدير مواد عديدة من أبرزها القمح المصري. وبعدَ ظهور الدولة الأموية وتوسّعها في منطقة الشرق الأدنى عادت الحركة التجارية مع المناطق المجاورة إلى الانتعاش، إذ كانَت التعاملات التجارية محدودة جداً بينها وبين مناطق نفوذ الدولة البيزنطية قبل ذلك خلال عهد الإمبراطورية الساسانية وحربها مع البيزنطيين في القرن السادس للميلاد، وأما بعد أن أصبحت أغلب مناطق الإمبراطوريتين كلاهما جزءاً من أراضي الدولة الأموية الشاسعة فقد أصبحَ من الممكن للحركة التجارية أن تأخذ طريقها بحرية عبرَ أصقاع الدولة. وقد كان لانفتاح الأبواب هذا أمام التجارة في أنحاء الدولة الأموية دورٌ كبيراً في إثراء مصر وازدهارها الاقتصاديّ الكبير في هذا العصر، والذي دام طوال القرنين السابع والثامن الميلاديَّين، وأصبحت خلاله الإسكندرية كما وصفها المؤرخون مدينة عامرة وواسعة فيها بضائع ومستوردات من كل البلاد، كما شملَ هذا الازدهار الاقتصاديّ أيضاً بلاد الشام، فضلاً عن المغرب العربي الذي كثر فيه الذهب ورُبيت فيه الكثير من الخيول والإبل وازدهرت تجارة الحبوب التي تشتهر المنطقة بها.
ومن بين كافة مناطق الدولة الأموية الواسعة لم تشهد سوى منطقة واحدة ركوداً وضعفاً اقتصاديَّين في هذا العصر، وهي شبه الجزيرة الأيبيرية وجنوب غالة (إسبانيا والبرتغال وجنوب فرنسا حالياً)، وذلك بعد أن ركدت الحركة التجارية التي كانت موجودة سابقاً بين الموانئ الفرنسية والشامية، بالإضافة إلى انخفاض الطلب على الرقيق السلافي الذي كان من أهم موارد التجارة في فرنسا، وبعد أن استبدل بالرقيق التركي والأفريقي.
بلغ الاقتصاد الأمويّ ذروة ازدهاره في عهد الخليفة عمر بن عبد العزيز، حتى أنه يُحكى عن عهده أن عمال الصدقات كانوا يَبحثون عن فقراء ليعطوهم المال فلا يَجدون. وقد وفّرت الدولة في عهده للأفراد خدمات كثيرة وساعدت على توفير العلاج وإعالة المحتاجين، كما ساعدت الشباب على الزواج وأعانت من يريد تأدية الحج[ ؟ ]، وغير ذلك من الحاجات.

### مع دول الجوار
في الحقيقة فإن الفتوحات الإسلامية لم تعطل الحركة التجارية في العالم القديم، إنما حرَّكت اتجاهها وغيرته لتغذي الدولة نفسها أكثر من خارجها. والمناطق الوحيدة التي استمرَّت فيها الحركات التجارية نشطة بشكل ملحوظ خارج الدولة الأموية بعد فتوحاتها الكبيرة هي بيزنطة وإيطاليا وبلاد الخزر. وبشكل عام فقد كانت أغلب المبادلات التجارية في العالم القديم تدور بين أراضي الدولتين الأموية والبيزنطية الكبيرتين المتنازعتين، وقد أدَّت القطيعة بينهما نتيجة الحرب إلى شلل كبير في الحركة الاقتصادية خصوصاً في منطقة حوض المتوسط.
عقدَ الخليفة الأموي عبد الملك بن مروان في سنة 69 هـ صلحاً مع البيزنطيين التزموا بموجبه بدفع مبالغ كبيرة من المال إلى الإمبراطور البيزنطيّ، حيث كان عبد الملك مشغولاً بنزاعات الدولة الداخلية وعاجزاً عن الدفاع عن حدودها. لكن عندما جاءَ وقت تأدية الأموال أرسل عبد الملك إلى الإمبراطور جستنيان الثاني الدنانير العربية التي بدأ بضربها حديثاً في دمشق بدلاً مما اعتادته المنطقة من دنانير رومانية، فغضب جستنيان وبدأ حرباً ضد الأمويين، وقد تقلّصت إثرَ هذه الحرب المبادلات التجارية كثيراً بين الدولتين، مثل ورق البردي الذي أوقفت مصر تصديره إلى البيزنطيين، ونفس الشيء في الولايات البيزنطية، غير أن الولايات البيزنطية في آسيا الصغرى رفضت موقف الإمبراطور ولم تلتزم بالمقاطعة فاستمرّت بتصدير الخشب إلى مصر كما في السابق.
ولاحقاً زادت المقاطعة أكثر، ففي القرن الثامن الميلادي دخلت الإمبراطورية البيزنطية في قطيعة كاملة مع الدولة الأموية وحظرت تصدير كافة أشكال السلع التجارية إليها، وذلك على الرُّغم من أن الأمويين لم يردوا على ذلك بأي إجراءات. ومع الوقت ازدادت سيطرة البيزنطيين على الحركة التجارية في المنطقة، وتمكّنت أساطيلهم البحرية من الهيمنة على الحركة البحرية عسكرياً وتجارياً في البحر الأبيض المتوسط والبحر الأسود خلال فترات كبيرة من القرن الثامن، خصوصاً بعد حملة القسطنطينية التي استنفذت أساطيل الدولة البحرية كثيراً وأنهكتها، ولم تلتئم القوة البحرية الأموية من جراح هذه الحملة حتى عهد هشام بن عبد الملك في منتصف القرن الثامن. منذ ثلاثينيات هذا القرن بدأ البحر المتوسط بالانقسام إلى شطرين منفصلين معزولين عن بعضهما تجارياً، واحد تحتَ السيطرة الإسلامية والآخر تحتَ السيطرة البيزنطية، وذلك نتيجة للحرب بين الأمتين. ويعتبر المؤرخون أن الإمبراطورية البيزنطية كانت تستخدم العزلة الاقتصادية كسلاح ضد عدوّتها الدولة الأموية لإنهاكها وهزمها في الحرب.